# ایران در ۲۰۱۹
ایران در ۲۰۱۹ گاه‌شماری از مهم‌ترین رویدادها در سال ۲۰۱۹ در کشور ایران است.

## رویدادها

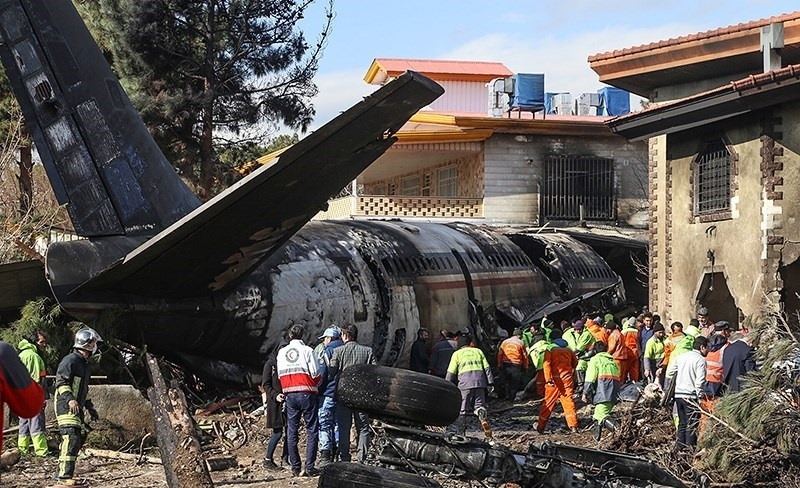
سقوط هواپیمای بوئینگ ۷۰۷

- ۱۴ ژانویه - سقوط هواپیمای بوئینگ ۷۰۷
- ۱۳ فوریه - حمله به اتوبوس کارکنان سپاه زاهدان: حمله بمبی انتحاری به یک وسیله نقلیه دست کم ۲۷ پاسدار در جنوب شرقی ایران را کشت.[۱] این یکی از مرگبارترین حملات تروریستی در ایران طی سالهای گذشته‌است.[۲]
- ۲ سپتامبر - سحر خدایاری پس از دستگیری به دلیل شرکت در یک بازی فوتبال، خود را آتش زد. او یک هفته بعد درگذشت.[۳]
- ۱۰ نوامبر - میدان نفتی با تخمین ۵۳ میلیارد بشکه نفت خام در خوزستان کشف شد.[۴]
- از ۱۵ نوامبر - اعتراضات آبان ۱۳۹۸ ایران رخ داد.

## ورزش‌
لیگ برتر
آسیا

## درگذشتگان

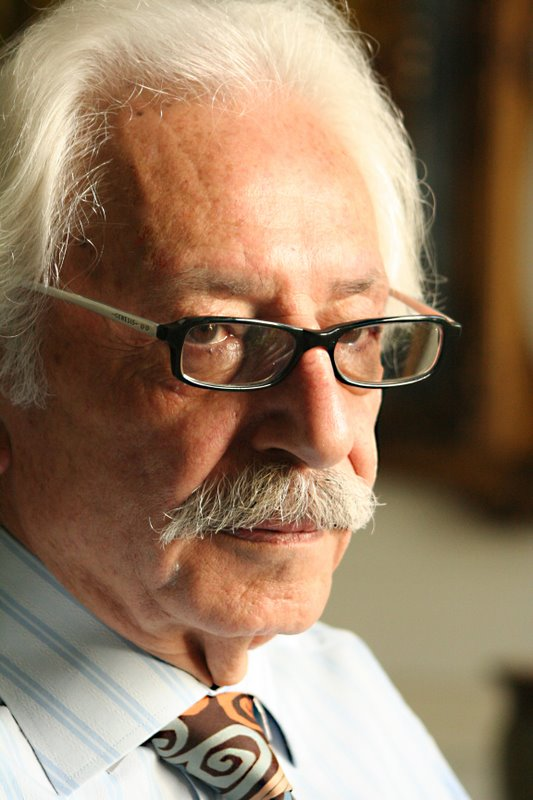
جمشید مشایخی ۱۳ فروردین
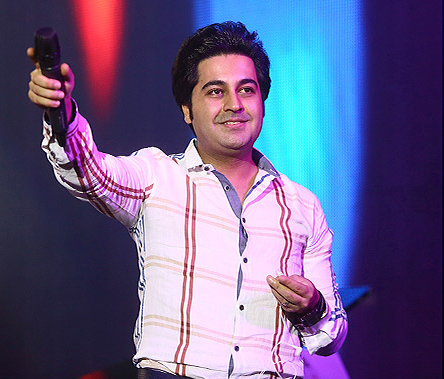
بهنام صفوی ۲۳ اردیبهشت
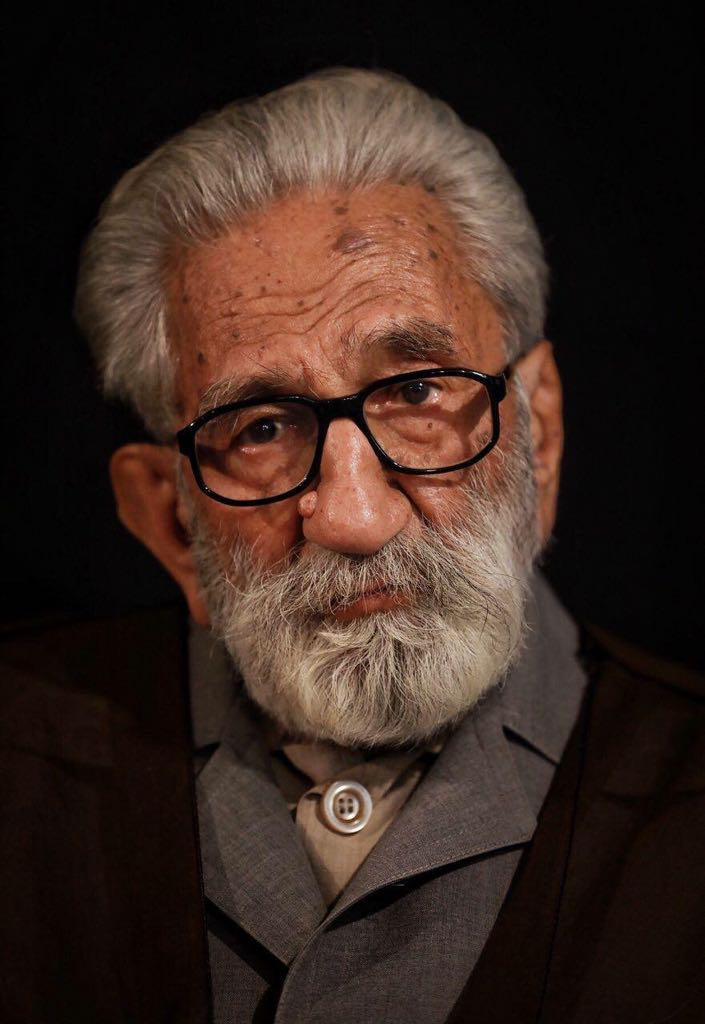
نورعلی تابنده ۳ دی
شهلا ریاحی ۱۰ دی
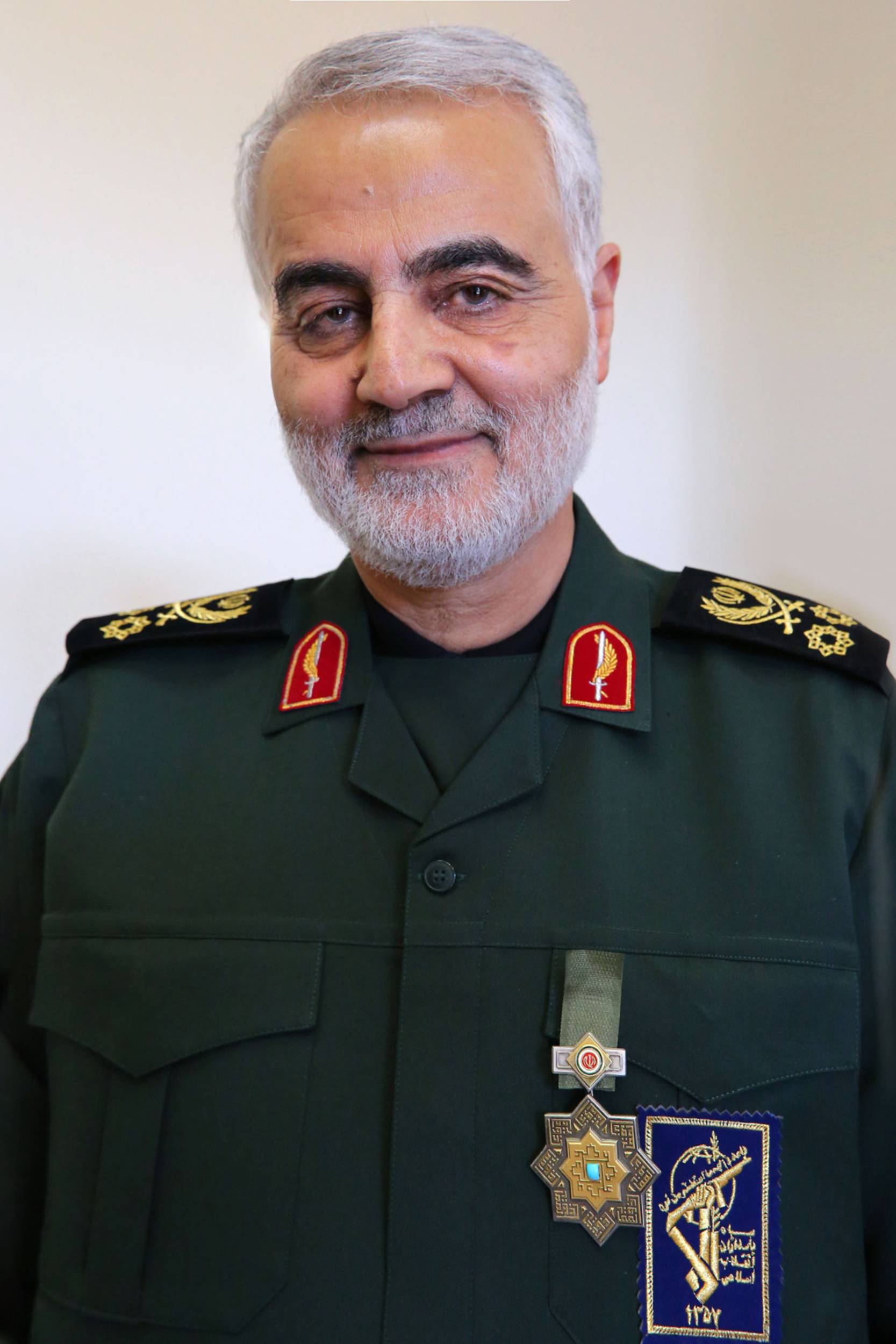
قاسم سلیمانی
 ۱۳ دی

## حاکمان
- رهبر جمهوری اسلامی: سید علی خامنه‌ای
- رئیس‌جمهور: حسن روحانی
- مجلس شورای اسلامی: علی لاریجانی
- قوه قضائیه: صادق لاریجانی (تا ۷ مارس)، ابراهیم رئیسی (از ۷ مارس)